# Eton (Georgia)
Eton es un pueblo ubicado en el condado de Murray en el estado estadounidense de Georgia. En el censo de 2000, su población era de 319.

## Demografía
En el 2000 la renta per cápita promedia del hogar era de $39,250, y el ingreso promedio para una familia era de $46,389. El ingreso per cápita para la localidad era de $17,777. Los hombres tenían un ingreso per cápita de $31,625 contra $22,813 para las mujeres.

## Geografía
Eton se encuentra ubicado en las coordenadas 34°49′21″N 84°45′43″O / 34.82250, -84.76194 (34.822554, -84.761826).
Según la Oficina del Censo, la localidad tiene un área total de 1,1 km² (0,4 mi²), de la cual 1,1 km² (0,4 mi²) es tierra y 0 km² (0 mi²) (0.00%) es agua.